# Pseudogagrella taiwana
Pseudogagrella taiwana is een hooiwagen uit de familie Sclerosomatidae.